# NPC (mème)
Pour les articles homonymes, voir NPC.
NPC, également connu sous le nom de NPC Wojak, est un mème.
Le terme NPC désigne un personnage non-joueur (non-player character) dans les jeux vidéo et les jeux de rôles. Le terme NPC (ou PNJ en français) est utilisé pour designer les gens qui ne pensent pas par eux-mêmes ou qui ne savent pas prendre de décision, créé en juillet 2016 et est basé sur le mème Wojak,,. 
Le créateur du mème est inconnu, bien que celui-ci a d'abord été publié sur le site Web 4chan (un site Web pour partager des images et discuter à l'origine de nombreux mèmes).
Le mème a été diffusé sur de nombreux sites d'information, dont New York Times, The Verge, la BBC.